# Neolamprologus prochilus
Neolamprologus prochilus är en fiskart som först beskrevs av Bailey och Stewart, 1977.  Neolamprologus prochilus ingår i släktet Neolamprologus och familjen Cichlidae. IUCN kategoriserar arten globalt som livskraftig. Inga underarter finns listade i Catalogue of Life.